# Bouwput
Een bouwput is een ontgraving die nodig is voor het maken van een fundering, kelder, tunnel of riolering.
Vaak is er bemaling nodig om een bouwput droog te houden.

## Soorten bouwputten
- een open bouwput is een ingraving onder natuurlijke taluds
- een bouwkuip is een ingraving begrensd door verticale wanden (meestal damwand)

## Spreekwoordelijk
Een bepaalde plaats waar veel gebouwd wordt, wordt ook wel een bouwput genoemd (ongeacht of er een bouwput is of niet). Het centrum van Rotterdam veranderde in de jaren zestig van de twintigste eeuw jarenlang in 'één grote bouwput' voor de aanleg van de metro. Een voorbeeld uit de eerste decennia van de 21e eeuw is Station Arnhem Centraal.